# فرانتس بوهل
فرانتس بُوهْل (بول) (بالدنماركية: Frants Buhl)‏ (1266 - 1351 ه‍ / 1850 - 1932 م) هو مستشرق دانيمركي.
كتب في دائرة المعارف الإسلامية وله كتاب في «جغرافية فلسطين القديمة» Geographie des alten Palästina. باللغتين الدانمركية والألمانية وكتاب «حياة محمد».
ذكر إبراهيم عوض أن كتاباته تظهر عداوة للإسلام، فيما يرى نجيب العقيقي أنه منصف وبعيد عن الهوى في كتاباته.